# Primera Liga Serbia de fútbol femenino
La Superliga Femenina de Serbia (en serbio: Супер лига/Super Liga Žene) es la máxima categoría de fútbol femenino en Serbia. Es el sucesor de la Liga yugoslava, que se fundó en 1975. 
Sumando la liga yugoslava, el Masinac Nis es el equipo más laureado de la liga con 24 títulos. La temporada 2023-24 la juegan ocho equipos: Estrella Roja, Kanjiža, Mašinac PZP, Spartak DOO, Radnički, Sloga Zemun, Spartak Subotica y el 
Vojvodina

## Equipos participantes 2023-24
- ZFK Estrella Roja
- Kanjiža
- Mašinac PZP
- Spartak DOO
- Radnički
- Sloga Zemun
- ZFK Spartak Subotica
- Vojvodina

## Campeones
- Liga de Yugoslavia
  - 1975: Spartak Subotica
  - 1976: ZNK Zagreb
  - 1977: ZNK Zagreb
  - 1978: ZNK Zagreb (3)
  - 1979: Sloga Zemun
  - 1980: Sloga Zemun
  - 1981: Sloboda Zagreb (1)
  - 1982: Dinamo Maksimir
  - 1983: Zeljeznicar Sarajevo (1)
  - 1984: Masinac Nis
  - 1985: Masinac Nis
  - 1986: Masinac Nis
  - 1987: Masinac Nis
  - 1988: Masinac Nis
  - 1989: Masinac Nis
  - 1990: Masinac Nis
  - 1991: Dinamo Maksimir (2)
- Liga de la RF Yugoslava / Serbia y Montenegro / Serbia
  - 1992: Masinac Nis
  - 1993: Masinac Nis
  - 1994: Sloga Zemun (3)
  - 1995: Masinac Nis
  - 1996: Masinac Nis
  - 1997: Masinac Nis
  - 1998: Masinac Nis
  - 1999: Masinac Nis
  - 2000: Masinac Nis
  - 2001: Masinac Nis
  - 2002: Masinac Nis
  - 2003: Masinac Nis
  - 2004: Masinac Nis
  - 2005: Masinac Nis
  - 2006: Masinac Nis
  - 2007: Napredak Krusevac (1)
  - 2008: Masinac Nis
  - 2009: Masinac Nis
  - 2010: Masinac Nis (24)
  - 2011: Spartak Subotica
  - 2012: Spartak Subotica
  - 2013: Spartak Subotica (4)